# 群体 (电影)
《群体》（韓語：군체）是预计于2026年上映的韩国丧尸题材惊悚动作片，由《釜山行》《地狱公使》的导演延尚昊执导，全智賢、具教煥、池昌旭、申鉉彬和金信祿主演。

## 剧情概要
讲述因不明病毒导致一栋建筑被封锁，感染者以不可预测的方式不断进化后，对生还者构成威胁的故事。

## 演员阵容
- 全智賢
- 具教煥
- 池昌旭
- 申鉉彬
- 金信祿
- 金炯默 饰演 行政安全部部长的参谋[3]
- 高洙（特别出演）

## 制作

### 发展
2024年10月，媒体报道《釜山行》导演延尚昊正在筹备丧尸题材的新片《群体》（군체），片中将包含大规模动作场面并将“人类群体”与“丧尸题材”相融合，呈现出一种前所未见的全新类型作品；全智賢、具教煥、申鉉彬、金信祿、池昌旭有望加盟该片，Showbox负责投资发行。2025年3月正式宣布全智贤、具教焕、池昌旭、金信禄、申铉彬和高洙参演，该片也是全智贤继2015年的电影《暗杀》之后时隔10年重返大银幕。同年6月，金炯默宣布参演。

### 拍摄
主体拍摄于2025年3月初开始进行，同年6月底杀青。

## 发行
该片预计2026年上映。